# Вустин, Константин Дмитриевич
Константин Дмитриевич Вустин (1935 год, деревня Зоньки, Лепельский район, Витебская область, Белорусская ССР, СССР) — бригадир кабельщиков-спайщиков Алма-Атинской Центральной АТС, Герой Социалистического Труда (1974).

## Биография
Родился в 1935 году в селе Зоньки Лепельского района Витебской области, Белоруссия. В 1936 году семья Константина Вустина переехала в Казахстан. Закончил в Алма-Ате профессиональное училище связи, после чего с 1952 года стал работать в Алма-Атинской Центральной АТС. В 1974 году был назначен бригадиром кабельщиков-спайщиков Центральной АТС 62/69—61.
В 1959 году вступил в КПСС.
К 1 декабря 1973 года бригада Константина Вустина выполнила социалистические обязательства трёх лет девятой пятилетки. За выдающиеся заслуги в трудовой деятельности был удостоен в 1974 году звания Героя Социалистического Труда.
Избирался депутатом Советского районного совета народных депутатов города Алма-Ата.

## Награды
- Орден Трудового Красного Знамени;
- Медаль «За трудовое отличие»;
- Герой Социалистического Труда — указом Президиума Верховного Совета СССР от 16 января 1974 года;
- Орден Ленина (1974).